# Capitalisme politique
 (mai 2025).
Le capitalisme politique ou capitalisme à orientation politique est un concept introduit par Max Weber dans son livre Économie et société de 1921 pour décrire la réalisation de profits monétaires par des moyens non marchands,,. En 2018, Holcombe décrit le capitalisme politique comme un système économique dans lequel la distinction nette entre les États et les marchés est floue,,,,.
Robert Brenner et Dylan Riley ont caractérisé l'économie des États-Unis d'après 1990 comme un capitalisme politique, où le « pouvoir politique » brut plutôt que « l'investissement productif » est le « déterminant clé du taux de rendement ».

## Arrière-plan
La définition du capitalisme comme un système économique fondé sur le profit monétaire plutôt que sur une économie de subsistance est partagée par Max Weber et Fernand Braudel,.